# О-Шинаа (Тес-Хемський кожуун)
Сільське поселення (сумон) О-Шинаа (рос.: О-Шынаа) входить до складу Тес-Хемського кожууна Республіки Тива Російської Федерації.

## Населення
Населення сумона станом на 1 січня року
| Рік    | 2011 | 2012 | 2013 | 2014 | 2015 |
| ------ | ---- | ---- | ---- | ---- | ---- |
| Насел. | 861  | 861  | 857  | 852  | 861  |